# هربرت جي. بيكر
هربرت جي. بيكر (بالإنجليزية: Herbert George Baker) هو عالم نبات أمريكي، ولد في ديسمبر 1920 في برايتون في المملكة المتحدة، وتوفي في 2 يوليو 2001 في أوكلاند في الولايات المتحدة.